# Кипр на «Евровидении-1995»
Кипр принимал участие в сороковом выпуске телевизионного конкурса Евровидение-1995, который состоялся 13 мая в театре "Пойнт" в Дублине, Ирландия. Участие страны стало возможным после того, как певица Эвридики заняла 11-е место на Евровидение-1994 с песней Ime anthropos ki ego, ставшей одной из 18 лучших по итогам голосования. Кипр представлял певец и композитор Александрос (Алекс) Панайи с песней Sti fotia ("Под огнём"), написанной им самим. По итогам голосования он занял девятое место, набрав 79 очков. Таким образом, Sti fotia стала предшественницей киприотской заявки на Евровидение-1996 Mono yia mas в исполнении Константиноса Христофориу. Конкурс был показан на канале RIK 1 с комментариями Эви Папамихаил. Глашатаем, объявлявшим очки киприотского жюри, был Андреас Яковидис.

## До «Евровидения»

### Национальный финал
Начиная с 1990 года киприотский вещатель Cyprus Broadcasting Corporation (CyBC) организовывал национальные финалы для выбора артиста и песни представлять страну на Евровидение. В 1995 году использование данной процедуры было продолжено. Национальный финал состоялся 14 марта 1995 года в ночном клубе "Капуто" в Лимасоле. Ведущими были Йоргос Теофанос и Эвридики, представлявшая Кипр в 1992 и 1994 годах. Семь песен было представлено шестью артистами (Михалис Хаджияннис пел дважды), а победитель определялся путём голосов жюри, состоявшего из 20 человек. Победу одержал Александрос Панайи с песней Sti fotia.
| Порядок выступления | Исполнитель        | Название песни      | Автор(ы)                             | Очки | Место |
| ------------------- | ------------------ | ------------------- | ------------------------------------ | ---- | ----- |
| 1                   | Андреа Арави       | I poli              | Христакис Влассиос, Димитрис Ванезис | 78   | 6     |
| 2                   | Михалис Хаджияннис | Filise me           | Андреас Геролему                     | 129  | 3     |
| 3                   | Кирос Лонтос       | Taxidi makrino      | Кирос Лонтос                         | 80   | 5     |
| 4                   | Александрос Панайи | Sti fotia           | Александрос Панайи                   | 157  | 1     |
| 5                   | Мария Коуро        | Kontra ston anemo   | Алексис Мелетиу, Мария Коуро         | 107  | 4     |
| 6                   | Мария Николаиду    | To telefteo fengari | Коралия Шица, Илиас Антониадис       | 78   | 7     |
| 7                   | Михалис Хаджияннис | Gramma              | Георгос Каллис, Леонидас Маленис     | 131  | 2     |

## На «Евровидении»
Александрос Панайи выступал под номером 17, между Португалией и Швецией. По итогам голосования он занял девятое место из 23, набрав 79 очков, включая 12 очков от Венгрии. Киприотское жюри 12 очков присудило Греции и 1 очко России. Россия присудила Кипру 4 очка. Йоргос Теофанос был дирижёром во время исполнения киприотской заявки.